# Enomeni Dimokrates
Enomeni Dimokrates (Grieks: Ενωμένοι Δημοκράτες) wat betekent Verenigde Democraten, is een liberale politieke partij in Cyprus.
De partij is opgericht in 1996.
De leider van de partij is George Vasiliou.
In parlementsverkiezingen van 2006 kreeg de partij 6567 stemmen (1,6%). Maar de partij was niet in staat om een zetel in het parlement te winnen.